# Oleg Penkovsky
Oleg Penkovsky, né en 1919 à Vladikavkaz et mort par exécution en 1963 à Moscou, est un colonel du GRU soviétique arrêté et condamné pour avoir transmis à l'Ouest une multitude de secrets sur les armes nucléaires soviétiques et sur son service d'espionnage. Son arrestation donna lieu à un procès à grand spectacle.

## Biographie
Lors de la crise des missiles de Cuba, il donna au MI6 l'information que l'URSS ne disposait en réalité que de très peu de missiles nucléaires stratégiques et que leur fiabilité était douteuse. Les États-Unis possédant un millier de missiles, Kennedy tint tête à Khrouchtchev. Bien qu'il transmît aux Britanniques pas moins de 5 000 pages de documents, une partie de la CIA se méfiait toujours de Penkovsky et n'avait pas totalement confiance dans ses informations.
Les informations classées top-secret fournies par l'agent secret soviétique étaient apportées à Londres par l'intermédiaire de l'homme d'affaires britannique Greville Wynne.
Arrêté le 22 octobre 1962 par le KGB qui le surveillait depuis plusieurs mois (arrêté juste après l'allocution télévisée de John Fitzgerald Kennedy révélant qu'un avion espion U-2 américain avait photographié les sites d'installation de missiles SS-4 à tête nucléaire à Cuba), il est condamné à mort et exécuté le 16 mai 1963, à 44 ans. 

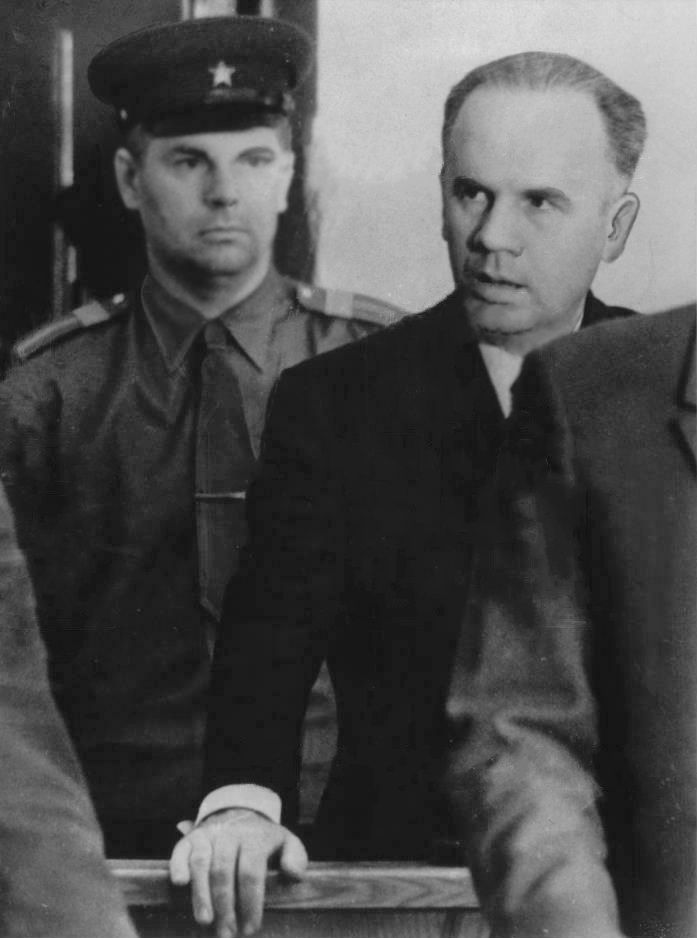
Penkovsky à son procès en 1963.

Des carnets intimes de Penkovsky ont par la suite été publiés sous forme de livre en Occident. Le rapport de la commission Church les évoque en disant qu'un « livre de la CIA, les Penkovskiy Papers, a été publié aux États-Unis en 1965 « pour des raisons opérationnelles », mais devint en fait viable commercialement. Le livre fut préparé et écrit par des agents [assets] volontaires de la CIA qui se basèrent sur de vrais documents du dossier ». Par la suite, des journalistes ont parfois affirmé que ces carnets intimes étaient un faux de la CIA, mais il n'y a pas de certitude que le texte attribué à Penkovsky ait été inventé.

## Distinctions
- Ordre du Drapeau rouge
- Ordre d'Alexandre Nevski
- Ordre de l'Étoile rouge
- Médaille pour la victoire sur l'Allemagne dans la Grande Guerre patriotique de 1941-1945
- Médaille pour la Défense de Moscou